# أشلي براون
أشلي براون (بالإنجليزية: Ashley Brown) (و. 1982 – م) هي ممثلة، من الولايات المتحدة الأمريكية، ولدت في غولف بريز، فلوريدا.

## وصلات خارجية
- أشلي براون على موقع IMDb (الإنجليزية)
- أشلي براون على موقع ميوزك برينز (الإنجليزية)
- أشلي براون على موقع قاعدة بيانات برودواي على الإنترنت (الإنجليزية)
- أشلي براون على موقع ديسكوغز (الإنجليزية)
- أشلي براون على موقع قاعدة بيانات الفيلم (الإنجليزية)